# Lívia Járókaová
Lívia Renáta Járókaová (* 6. října 1974 Tata) je maďarská socioantropoložka a politička romského původu. V letech 2004 až 2010 byla, a od roku 2017 je opět poslankyní Evropského parlamentu za stranu Fidesz – Maďarská občanská unie a členka Poslaneckého klubu Evropské lidové strany (Křesťanských demokratů). Je historicky první romskou poslankyní EP a druhým zástupcem Romů celkově. První a jediný mužský romský europoslanec byl v letech 1986 až 1999 Juan de Dios Ramírez Heredia ze Španělska.

## Biografie

### Původ a studia
Narodila se v roce 1974 ve městě Tata do národnostně smíšené rodiny. Její matka je maďarské, otec romské národnosti. Vyrůstala ve městě Sopron u rakouských hranic. V letech 1995 až 1998 studovala na Berzsenyi Dániel Tanárképző Főiskola v Szombathely. Poté pokračovala v postgraduálním studiu na sociologickém institutu Středoevropské univerzity ve Varšavě. Dále na londýnské University College London a studovala také nacionalismus na Středoevropské univerzitě v Budapešti.

### Zaměstnání
V letech 1998 až 2001 pracovala s romskými studenty na Gandhi Gimnázium v Pécsi. Poté pracovala s romskou menšinou v budapešťském obvodu Józsefváros.

### Soukromý život
Je vdaná, má dvě děti.

## Politická kariéra
- Volby do Evropského parlamentu v Maďarsku 2004 — kandidovala za Fidesz, poprvé zvolena poslankyní EP.
- Volby do Evropského parlamentu v Maďarsku 2009 — kandidovala na 7. místě za Fidesz–KDNP, podruhé zvolena poslankyní EP.
- Volby do Evropského parlamentu v Maďarsku 2014 — nekandidovala, ale byla náhradnicí. Po odstoupení europoslankyně Ildikó Pelczné Gáll dne 1. září 2017 získala její mandát a potřetí se stala poslankyní EP.[2][1]